# كارلوس فيلانويفا
كارلوس أندريس فيلانويفا رولاند (بالإسبانية: Carlos Andrés Villanueva Rolland)‏ (مواليد 5 فبراير 1986) هو لاعب كرة قدم تشيلي . يلعب حاليًا لفريق ماجالانيس في دوري الدرجة الأولى التشيلي.

## مسيرته الكروية

### أوداكس إيتاليانو
في كأس ليبرتادوريس عام 2007، كان صانع الألعاب الأول بالقدم اليسرى لأوداكس إيتاليانو. تمت مكافأت فيلانويفا باستدعاءه إلى تشكيلة منتخب بلاده في كوبا أمريكا 2007.

### بلاكبيرن روفرز
في 17 يوليو 2008، تم التأكيد من قبل وكلاء فيلانويفا وأيضاً ناديه السابق أن فيلانويفا سيلعب لنادي بلاكبيرن روفرز في الدوري الممتاز في إنجلترا. كما أكد هذا اللاعب نفسه يوم 29 يوليو وما زال بانتظار تصريح عمل يصدر.
بتاريخ 27 أغسطس، ظهر فيلانويفا في أول مباراة له مع بلاكبيرن في مباراة كأس رابطة الأندية ضد غريمسبي تاون، وهي المباراة التي سجل أول هدف له مع النادي. هو كذلك صنع هدفاً للمهاجم مات ديربيشاير في الفوز 4-1.
يوم 20 سبتمبر، لعب فيلانويفا في ملعب فريقه لأول مرة في الدوري الممتاز في الشوط الثاني من المباراة في وقت متأخر ضد فولهام، وكان له تأثير فوري وملموس.
في 5 يناير 2009، سجل من ركلة حرة ضد بلايث سبارتانز في كأس الاتحاد الإنجليزي مما أعطى فريقه التقدم بالنتيجة، وفي 4 فبراير ساعد بالهدفين في مرمى سندرلاند في كأس الاتحاد الإنجليزي.

### الشباب
في 15 مايو 2009، وقع كارلوس فيلانويفا لنادي الشباب الإماراتي، دفع النادي الإماراتي لأوداكس التشيلي حوالي 8 ملايين دولار.

### يونيفيرسيداد كاتوليكا
في 4 فبراير 2013، أكد نادي الشباب الإماراتي أن فيلانويفا سيلعب على سبيل الإعارة لنادي يونيفيرسيداد كاتوليكا حتى 31 مايو.

### الاتحاد
وقع مع نادي الاتحاد في صيف 2016 في صفقة انتقال حر ومن بعدها انتقل لنادي الفيحاء السعودي في عام 2020 .

### الفيحاء
وقع مع نادي الفيحاء مطلع عام 2020 .

## بطولاته
• كأس ولي العهد السعودي:
- البطل (1) : 2017
• كأس خادم الحرمين الشريفين:
- البطل (1) : 2018

## مسيرته الدولية
كان فيلانوفا ضمن تشكيلة منتخب بلاده الأساسية في بطولة كأس العالم للشباب 2005 في هولندا. هو أيضاً كان قد شارك مع المنتخب الأول ولعب لتشيلي في كأس أمريكا الجنوبية عام 2007، حيث سجل هدفاً من ركلة حرة رائعة ضد الإكوادور في أول مباراة رسمية له مع المنتخب الأول. يعود له الفضل أيضاً بمساعدته لمنتخب بلاده خلال مباراة التصفيات المؤهلة في أوروغواي. ومع ذلك، لم يتم استدعاؤه للمنتخب الأول للمشاركة في نهائيات كأس العالم 2010 في جنوب أفريقيا.

### أهدافه الدولية
| التاريخ       | المكان                                             | الخصم     | الهدف | النتجة | المسابقة         |
| ------------- | -------------------------------------------------- | --------- | ----- | ------ | ---------------- |
| 27 يونيو 2007 | ملعب بوليدبورتيفو كاتشاماي، بويرتو أورداز، فنزويلا | الإكوادور | 3–2   | 3–2    | كوبا أمريكا 2007 |

## روابط خارجية
- كارلوس فيلانويفا على موقع الاتحاد الدولي (مؤرشف)  (الإنجليزية)
- كارلوس فيلانويفا على موقع قاعدة بيانات كرة القدم.إي يو (الإنجليزية)
- كارلوس فيلانويفا على موقع ناشيونال فوتبول تيمز (الإنجليزية)
- كارلوس فيلانويفا على موقع Soccerbase.com (لاعب) (الإنجليزية)
- كارلوس فيلانويفا على موقع Soccerway.com (الإنجليزية)
- كارلوس فيلانويفا على موقع عالم كرة القدم.نت (الإنجليزية)